# Пушкінське сільське поселення (Ромодановський район)
Пу́шкінське сільське поселення (рос. Пушкинское сельское поселение) — муніципальне утворення у складі Ромодановського району Мордовії, Росія. Адміністративний центр — село Пушкіно.

## Населення
Населення — 474 особи (2019, 522 у 2010, 503 у 2002).

## Склад
До складу поселення входять такі населені пункти:
| Населений пункт    | Населення, осіб (2002) | Населення, осіб (2010) |
| ------------------ | ---------------------- | ---------------------- |
| Зарічний, селище   | 31                     | 17                     |
| Єфимовка, присілок | 0                      | -                      |
| Пушкіно, село      | 472                    | 505                    |